# Dendrobium aphyllum
Dendrobium aphyllum är en orkidéart som först beskrevs av William Roxburgh, och fick sitt nu gällande namn av Cecil Ernest Claude Fischer. Dendrobium aphyllum ingår i släktet Dendrobium, och familjen orkidéer. Inga underarter finns listade i Catalogue of Life.
Denna orkidé förekommer i Sydostasien i sydöstra Kina, östra Indien, Bhutan, Nepal, Myanmar, Laos, Vietnam, Thailand och Malaysia. Kanske finns introducerade populationer i Queensland i Australien. Arten växer i kulliga regioner och i bergstrakter mellan 200 och 1800 meter över havet. Orkidén hittas som epifyt och på stenar i städsegröna skogar.
Dendrobium aphyllum har bra anpassningsförmåga till förändrade skogar och buskskogar. Flera exemplar plockas illegalt och säljs som prydnadsväxt. Hela populationen bedöms som stor. IUCN listar arten som livskraftig (LC).

## Bildgalleri

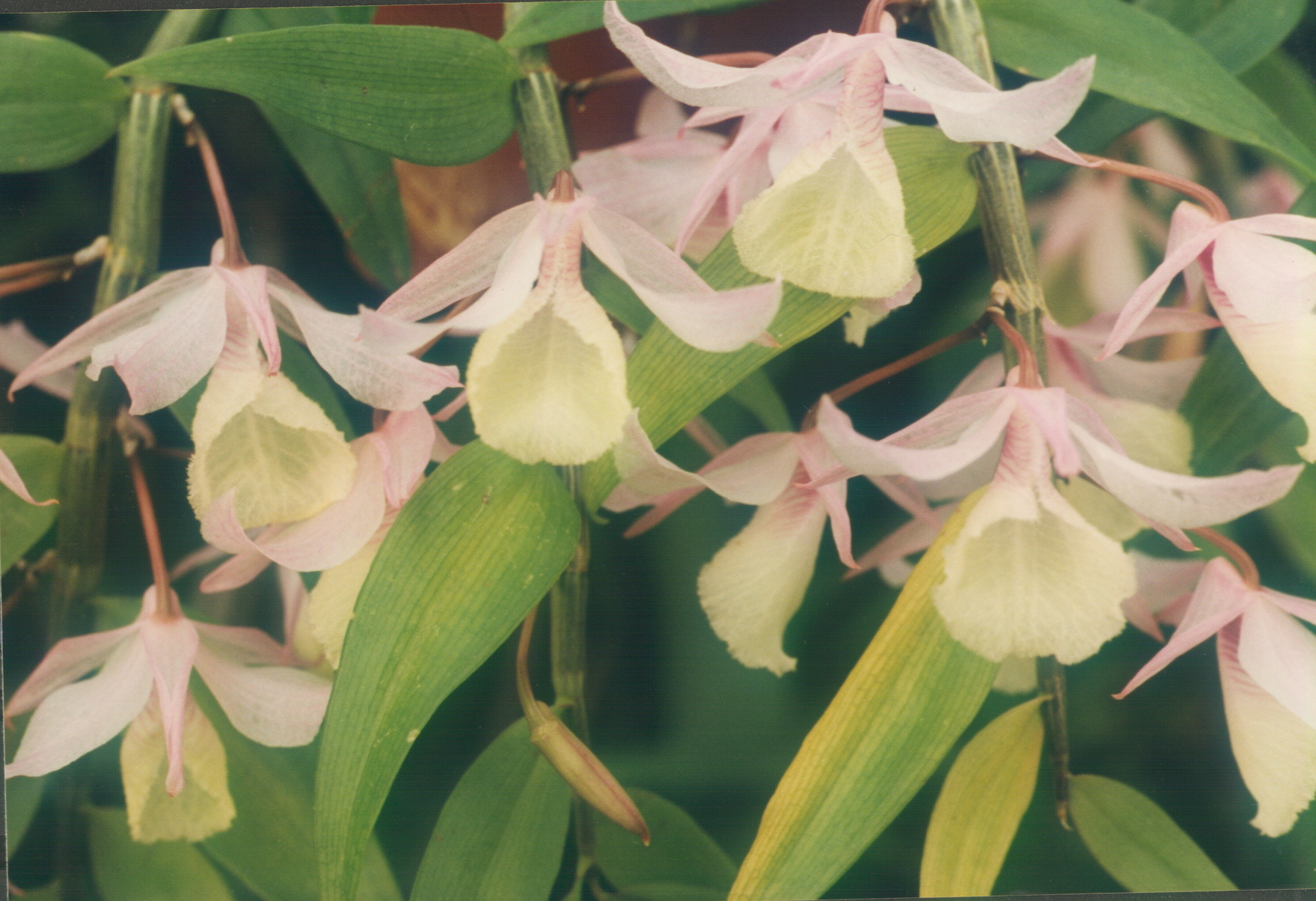
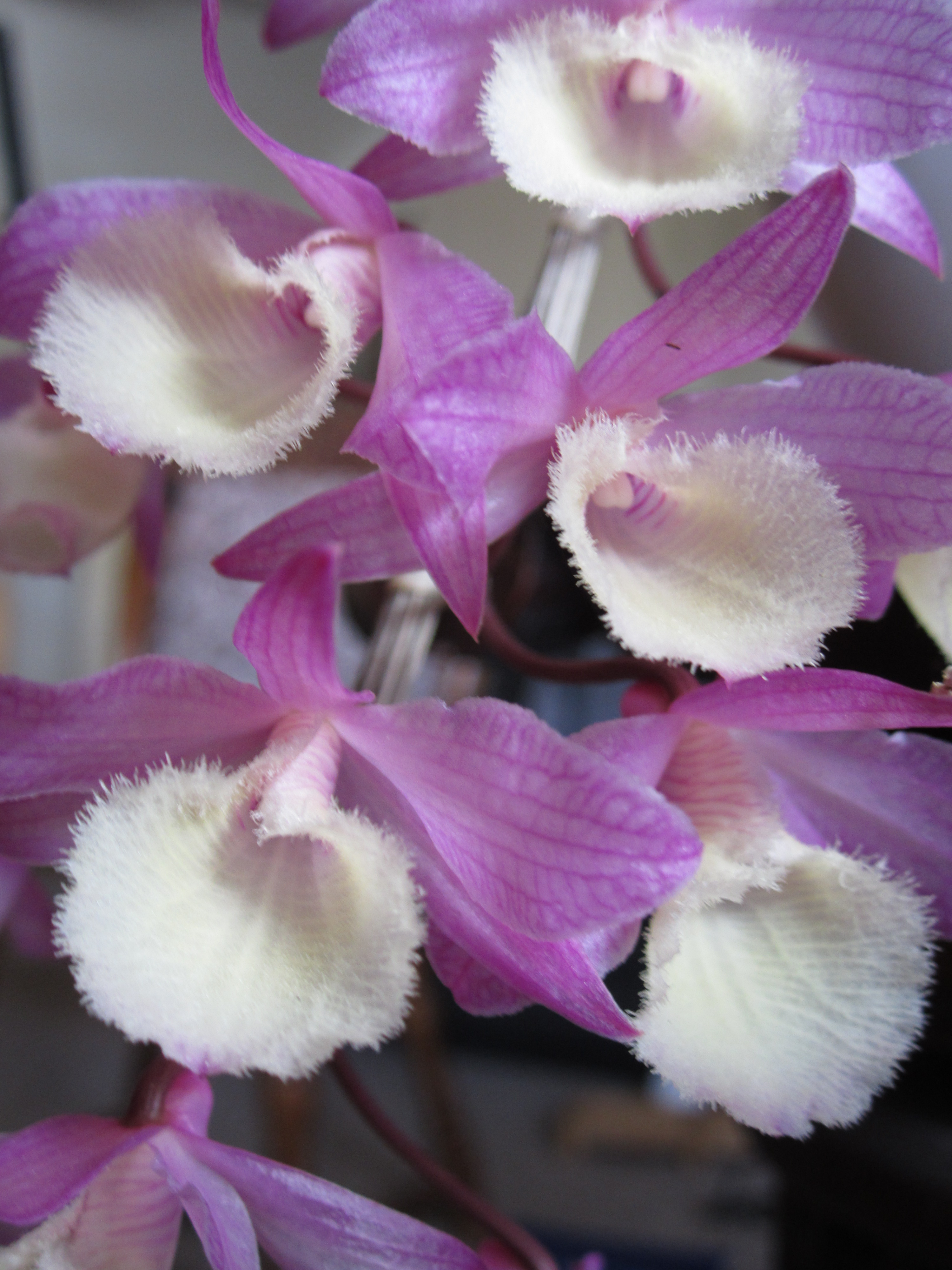
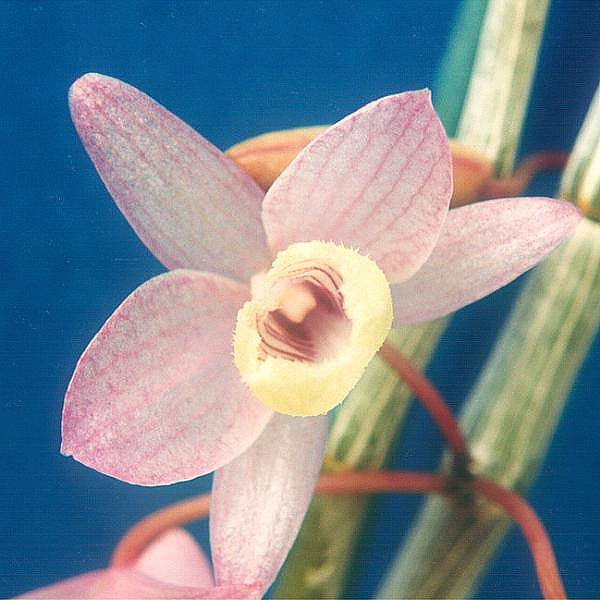
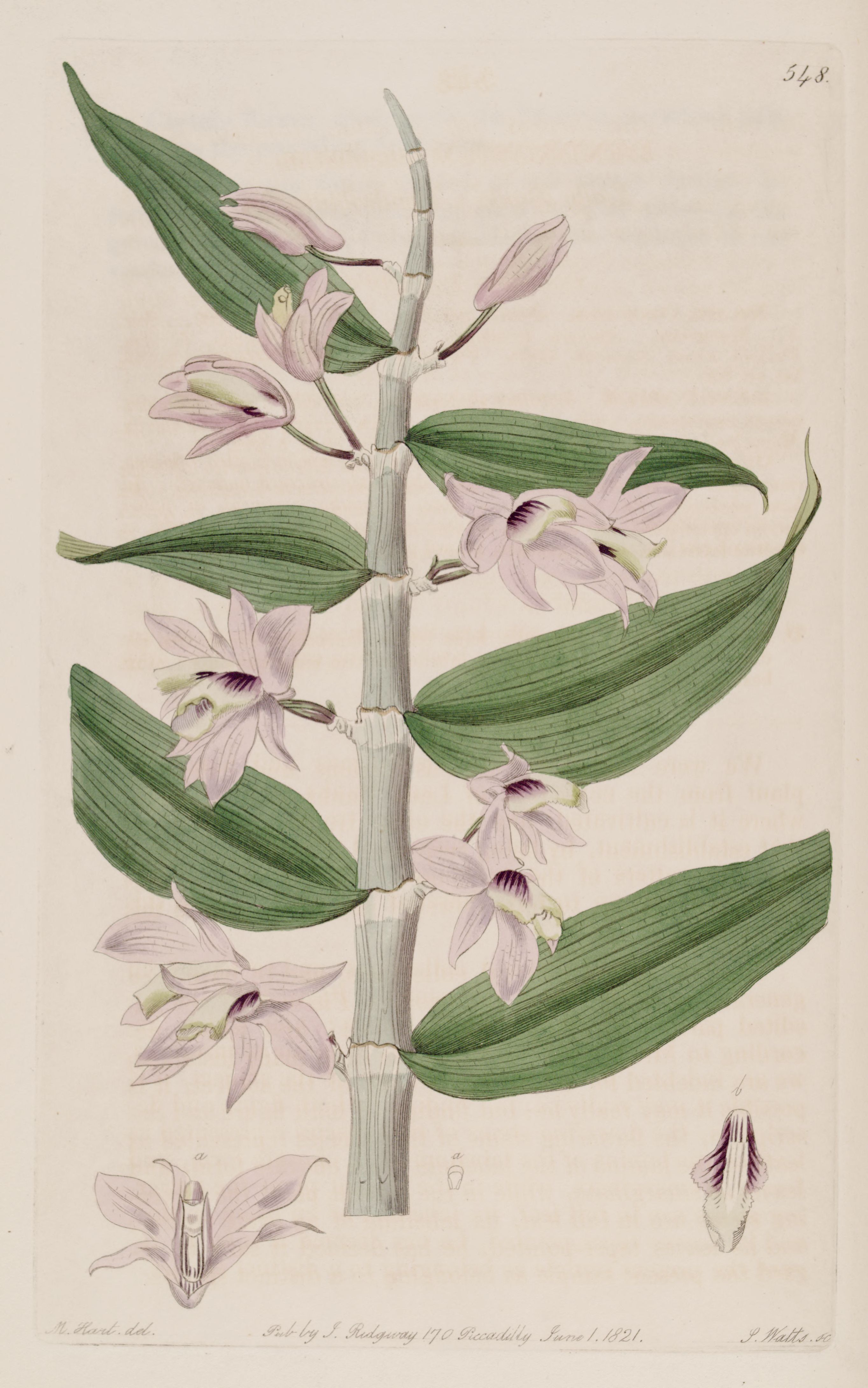
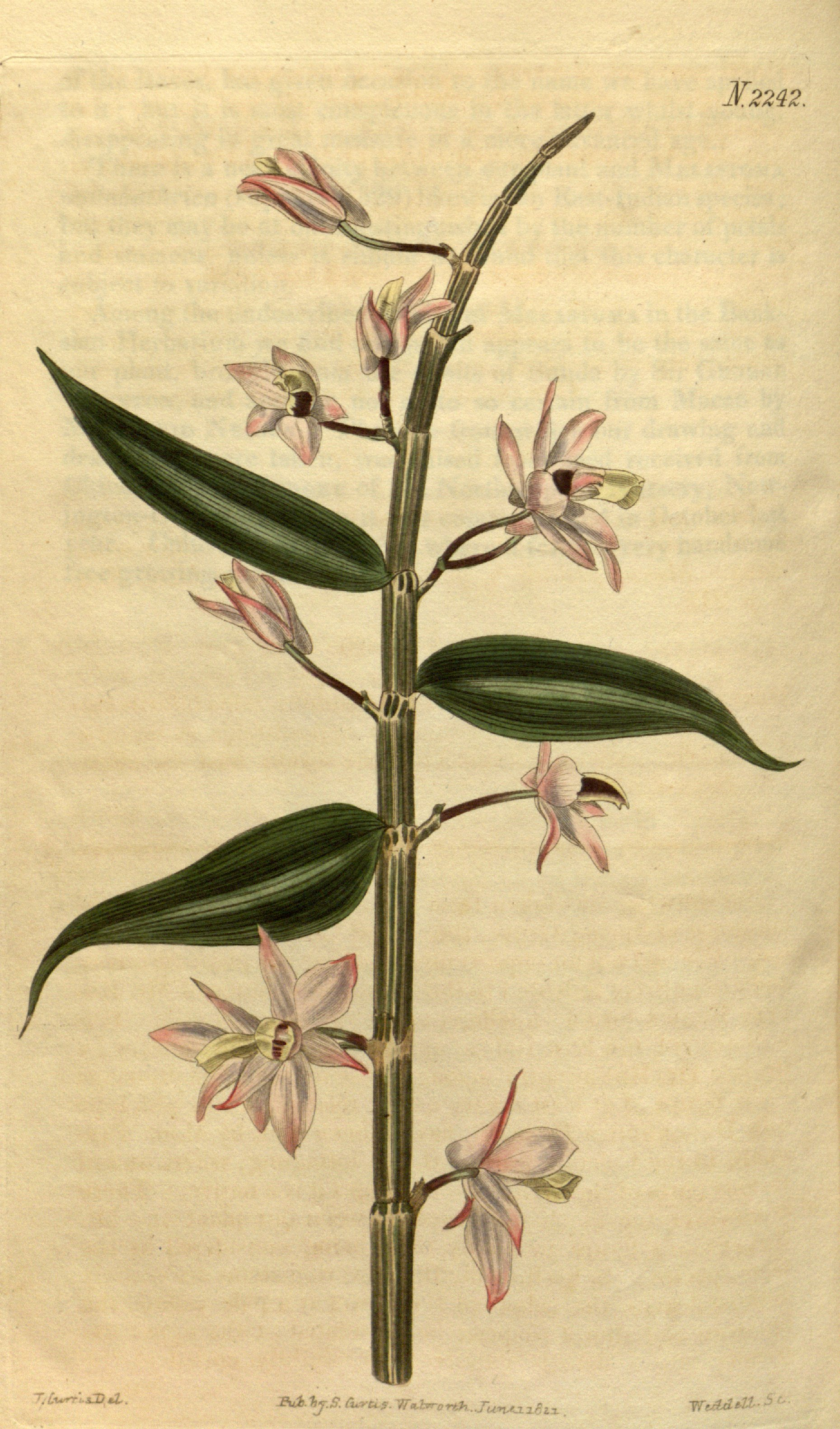
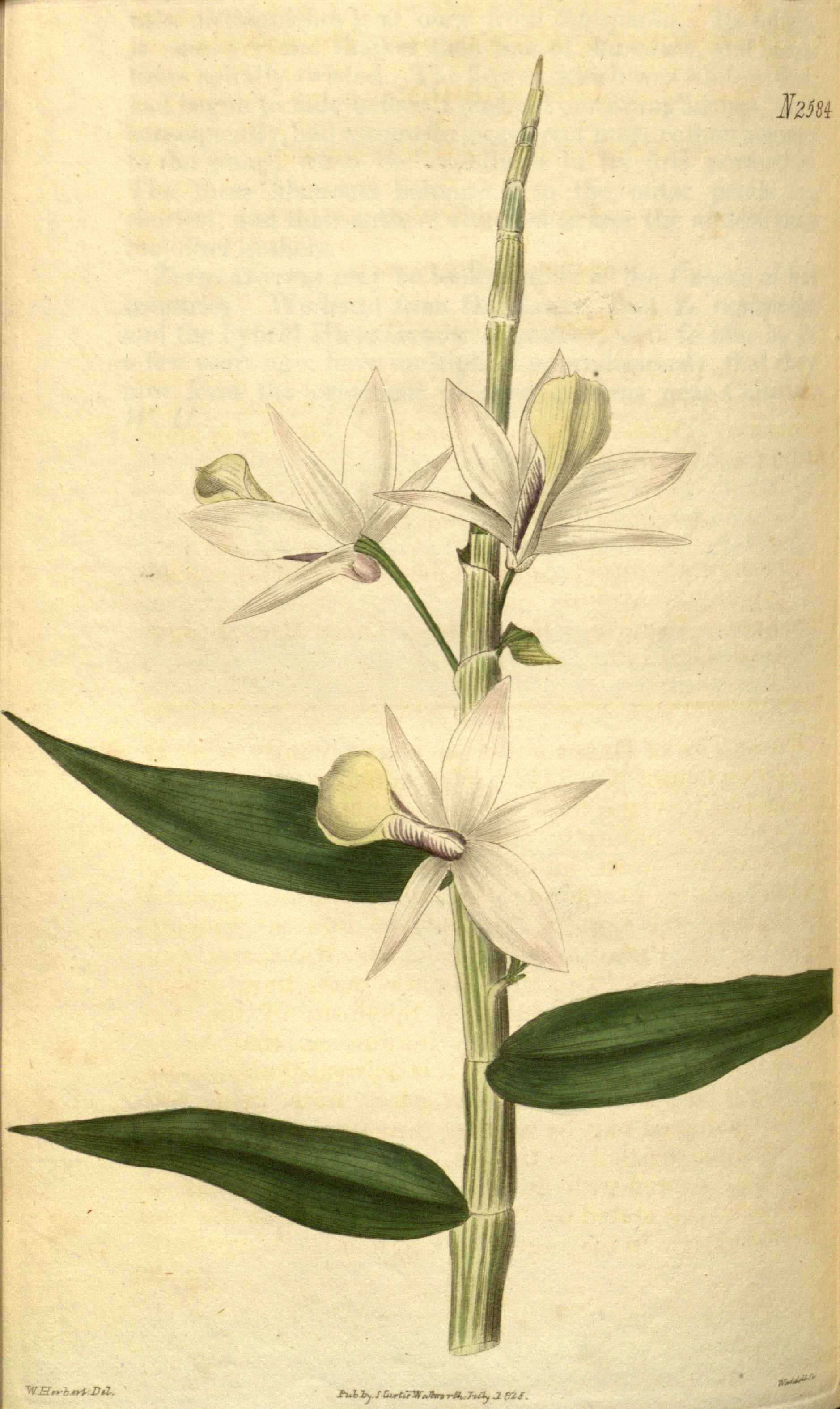